# Kałęczyn Mazurski
Kałęczyn Mazurski – zlikwidowany przystanek osobowy a dawniej stacja kolejowa w Kałęczynie na linii kolejowej Pisz – Kolno, w powiecie piskim, w województwie warmińsko-mazurskim, w Polsce.